# Eleições europeias de 2014 na Amadora

## Resultados Oficiais
| Partido                 | Partido                               | Votos   | %               | +/-   |
| ----------------------- | ------------------------------------- | ------- | --------------- | ----- |
|                         | Partido Socialista                    | 18 484  | 34,03 / 100,00  | 5,04  |
|                         | Aliança Portugal                      | 10 051  | 18,51 / 100,00  | 10,95 |
|                         | Coligação Democrática Unitária        | 9 785   | 18,02 / 100,00  | 2,43  |
|                         | Partido da Terra                      | 3 667   | 6,75 / 100,00   | 5,99  |
|                         | Bloco de Esquerda                     | 3 038   | 5,59 / 100,00   | 7,71  |
|                         | LIVRE                                 | 1 464   | 2,70 / 100,00   | Novo  |
|                         | Partido pelos Animais e pela Natureza | 1 267   | 2,33 / 100,00   | Novo  |
|                         | PCTP/MRPP                             | 980     | 1,80 / 100,00   | 0,52  |
|                         | Outros                                | 1 878   | 3,46 / 100,00   |       |
| Votos Inválidos         | Votos Inválidos                       | 3 697   | 6,81 / 100,00   | 0,36  |
| Total                   | Total                                 | 54 311  | 100,00 / 100,00 |       |
| Eleitorado/Participação | Eleitorado/Participação               | 144 517 | 37,58 / 100,00  | 1,86  |

## Resultados por Freguesia
Os resultados seguintes referem-se aos partidos que obtiveram mais de 1,00% dos votos:
| Freguesia             | %     | %     | %     | %    | %    | %    | %    | %    | Votantes |
| Freguesia             | PS    | AP    | CDU   | MPT  | BE   | L    | PAN  | PCTP | Votantes |
| --------------------- | ----- | ----- | ----- | ---- | ---- | ---- | ---- | ---- | -------- |
| Águas Livres          | 35,39 | 18,29 | 17,70 | 6,50 | 6,20 | 2,42 | 1,95 | 1,84 | 11 935   |
| Alfragide             | 27,10 | 25,47 | 13,51 | 7,85 | 6,01 | 4,15 | 2,82 | 1,23 | 5 276    |
| Encosta do Sol        | 36,19 | 16,01 | 19,08 | 6,29 | 5,23 | 2,46 | 2,21 | 2,22 | 8 253    |
| Falagueira-Venda Nova | 36,02 | 16,12 | 21,31 | 5,84 | 5,30 | 2,58 | 2,00 | 1,89 | 7 666    |
| Mina de Água          | 32,61 | 17,60 | 18,01 | 7,34 | 5,72 | 2,62 | 2,66 | 1,99 | 12 351   |
| Venteira              | 34,59 | 20,31 | 17,19 | 6,83 | 4,95 | 2,62 | 2,51 | 1,37 | 8 830    |
| Amadora               | 34,03 | 18,51 | 18,02 | 6,75 | 5,59 | 2,70 | 2,33 | 1,80 | 54 311   |

#### Águas Livres
| Partido                 | Partido                               | Votos  | %               |
| ----------------------- | ------------------------------------- | ------ | --------------- |
|                         | Partido Socialista                    | 4 224  | 35,39 / 100,00  |
|                         | Aliança Portugal                      | 2 183  | 18,29 / 100,00  |
|                         | Coligação Democrática Unitária        | 2 112  | 17,70 / 100,00  |
|                         | Partido da Terra                      | 776    | 6,50 / 100,00   |
|                         | Bloco de Esquerda                     | 740    | 6,20 / 100,00   |
|                         | LIVRE                                 | 289    | 2,42 / 100,00   |
|                         | Partido pelos Animais e pela Natureza | 233    | 1,95 / 100,00   |
|                         | PCTP/MRPP                             | 220    | 1,84 / 100,00   |
|                         | Outros                                | 402    | 3,37 / 100,00   |
| Votos Inválidos         | Votos Inválidos                       | 756    | 6,34 / 100,00   |
| Total                   | Total                                 | 11 935 | 100,00 / 100,00 |
| Eleitorado/Participação | Eleitorado/Participação               | 31 439 | 37,96 / 100,00  |

#### Alfragide
| Partido                 | Partido                               | Votos  | %               |
| ----------------------- | ------------------------------------- | ------ | --------------- |
|                         | Partido Socialista                    | 1 430  | 27,10 / 100,00  |
|                         | Aliança Portugal                      | 1 344  | 25,47 / 100,00  |
|                         | Coligação Democrática Unitária        | 713    | 13,51 / 100,00  |
|                         | Partido da Terra                      | 414    | 7,85 / 100,00   |
|                         | Bloco de Esquerda                     | 317    | 6,01 / 100,00   |
|                         | LIVRE                                 | 219    | 4,15 / 100,00   |
|                         | Partido pelos Animais e pela Natureza | 149    | 2,82 / 100,00   |
|                         | PCTP/MRPP                             | 65     | 1,23 / 100,00   |
|                         | Outros                                | 169    | 3,20 / 100,00   |
| Votos Inválidos         | Votos Inválidos                       | 456    | 8,64 / 100,00   |
| Total                   | Total                                 | 5 276  | 100,00 / 100,00 |
| Eleitorado/Participação | Eleitorado/Participação               | 12 984 | 40,63 / 100,00  |

#### Encosta do Sol
| Partido                 | Partido                               | Votos  | %               |
| ----------------------- | ------------------------------------- | ------ | --------------- |
|                         | Partido Socialista                    | 2 987  | 36,18 / 100,00  |
|                         | Coligação Democrática Unitária        | 1 575  | 19,08 / 100,00  |
|                         | Aliança Portugal                      | 1 321  | 16,01 / 100,00  |
|                         | Partido da Terra                      | 519    | 6,29 / 100,00   |
|                         | Bloco de Esquerda                     | 432    | 5,23 / 100,00   |
|                         | LIVRE                                 | 203    | 2,46 / 100,00   |
|                         | PCTP/MRPP                             | 183    | 2,22 / 100,00   |
|                         | Partido pelos Animais e pela Natureza | 182    | 2,21 / 100,00   |
|                         | Outros                                | 310    | 3,75 / 100,00   |
| Votos Inválidos         | Votos Inválidos                       | 541    | 6,56 / 100,00   |
| Total                   | Total                                 | 8 253  | 100,00 / 100,00 |
| Eleitorado/Participação | Eleitorado/Participação               | 23 128 | 35,68 / 100,00  |

#### Falagueira - Venda Nova
| Partido                 | Partido                               | Votos  | %               |
| ----------------------- | ------------------------------------- | ------ | --------------- |
|                         | Partido Socialista                    | 2 761  | 36,02 / 100,00  |
|                         | Coligação Democrática Unitária        | 1 634  | 21,31 / 100,00  |
|                         | Aliança Portugal                      | 1 236  | 16,12 / 100,00  |
|                         | Partido da Terra                      | 448    | 5,84 / 100,00   |
|                         | Bloco de Esquerda                     | 406    | 5,30 / 100,00   |
|                         | LIVRE                                 | 198    | 2,58 / 100,00   |
|                         | Partido pelos Animais e pela Natureza | 153    | 2,00 / 100,00   |
|                         | PCTP/MRPP                             | 145    | 1,89 / 100,00   |
|                         | Outros                                | 256    | 3,33 / 100,00   |
| Votos Inválidos         | Votos Inválidos                       | 429    | 5,60 / 100,00   |
| Total                   | Total                                 | 7 666  | 100,00 / 100,00 |
| Eleitorado/Participação | Eleitorado/Participação               | 19 476 | 39,36 / 100,00  |

#### Mina de Água
| Partido                 | Partido                               | Votos  | %               |
| ----------------------- | ------------------------------------- | ------ | --------------- |
|                         | Partido Socialista                    | 4 028  | 32,61 / 100,00  |
|                         | Coligação Democrática Unitária        | 2 233  | 18,08 / 100,00  |
|                         | Aliança Portugal                      | 2 174  | 17,60 / 100,00  |
|                         | Partido da Terra                      | 907    | 7,34 / 100,00   |
|                         | Bloco de Esquerda                     | 706    | 5,72 / 100,00   |
|                         | Partido pelos Animais e pela Natureza | 328    | 2,66 / 100,00   |
|                         | LIVRE                                 | 324    | 2,62 / 100,00   |
|                         | PCTP/MRPP                             | 246    | 1,99 / 100,00   |
|                         | Outros                                | 470    | 3,81 / 100,00   |
| Votos Inválidos         | Votos Inválidos                       | 935    | 7,57 / 100,00   |
| Total                   | Total                                 | 12 351 | 100,00 / 100,00 |
| Eleitorado/Participação | Eleitorado/Participação               | 34 969 | 35,32 / 100,00  |

#### Venteira
| Partido                 | Partido                               | Votos  | %               |
| ----------------------- | ------------------------------------- | ------ | --------------- |
|                         | Partido Socialista                    | 3 054  | 34,59 / 100,00  |
|                         | Aliança Portugal                      | 1 793  | 20,31 / 100,00  |
|                         | Coligação Democrática Unitária        | 1 518  | 17,19 / 100,00  |
|                         | Partido da Terra                      | 603    | 6,83 / 100,00   |
|                         | Bloco de Esquerda                     | 437    | 4,95 / 100,00   |
|                         | LIVRE                                 | 231    | 2,62 / 100,00   |
|                         | Partido pelos Animais e pela Natureza | 222    | 2,51 / 100,00   |
|                         | PCTP/MRPP                             | 121    | 1,37 / 100,00   |
|                         | Outros                                | 271    | 3,08 / 100,00   |
| Votos Inválidos         | Votos Inválidos                       | 580    | 6,57 / 100,00   |
| Total                   | Total                                 | 8 830  | 100,00 / 100,00 |
| Eleitorado/Participação | Eleitorado/Participação               | 22 521 | 39,21 / 100,00  |